# Atomosia pubescens
Atomosia pubescens là một loài ruồi trong họ Asilidae. Atomosia pubescens được Bromley miêu tả năm 1929. Loài này phân bố ở vùng Tân nhiệt đới.